# Pterygotrigla hemisticta
Pterygotrigla hemisticta és una espècie de peix pertanyent a la família dels tríglids.

## Descripció
- Fa 30 cm de llargària màxima.
- Aleta pectoral amb una àrea de color negre.
- És, sobretot, de color vermell amb taques negres prominents i una gran taca negra a la primera aleta dorsal.[5][6]

## Hàbitat
És un peix marí i demersal que viu entre 10-420 m de fondària.

## Distribució geogràfica
Es troba al Pacífic occidental: des del Japó fins a Austràlia.

## Costums
És bentònic.

## Observacions
És inofensiu per als humans.